# Kalendarz (publikacja)

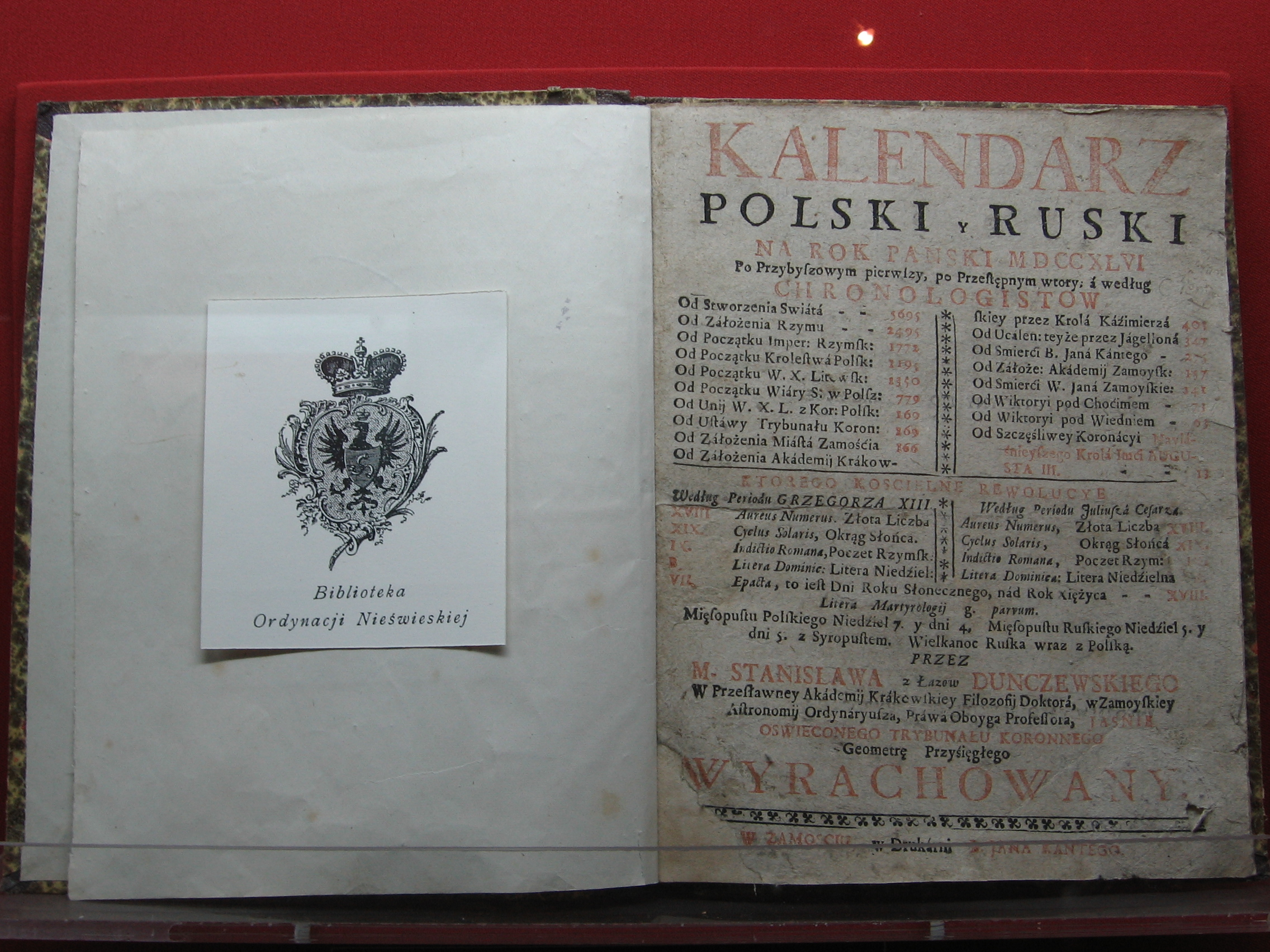
Kalendarz polsko-ruski, 1746

Kalendarz – rodzaj wydawnictwa zawierającego kalendarium, czyli spis dni, świąt, faz księżyca itp., ale często także różnego rodzaju informacje: religijne, medyczne, naukowe, techniczne czy polityczne. Kalendarze stały się popularne po wynalezieniu druku, a ich szczególnie bujny rozwój przypada na okres Oświecenia, w którym były instrumentem szerzenia wiedzy pośród mas. Po okresie Oświecenia ich rolę powoli przejęły wydawnictwa specjalistyczne, prasa oraz książki, a kalendarze stały się typowymi wydawnictwami akcydensowymi.
Najstarszy drukowany kalendarz na ziemiach polskich, Almanach Cracoviense ad annum 1474 powstał w Krakowie w roku 1473 i został wykonany w warsztacie wędrownego drukarza z Bawarii Kaspra Straubego. Kalendarz Straubego uważany jest za pierwszy druk na ziemiach polskich w języku łacińskim (oryginał znajduje się w Bibliotece Jagiellońskiej). Oprócz informacji astronomicznych kalendarz zawierał wiadomości praktyczne z dziedziny medycyny domowej. Najstarszy kalendarz w języku polskim ukazał się również w Krakowie w pierwszej polskiej oficynie wydawniczej Jana Hallera, w roku 1516. W dawnej Polsce układanie kalendarzy było przywilejem profesorów Akademii Krakowskiej.